# 2003 dans le catholicisme
Chronologie du catholicisme
- 1999
- 2000
- 2001
- 2002
- 2003
- 2004
- 2005
- 2006
- 2007

Cet article présente les faits marquants de l'année 2003 dans le catholicisme.

## Évènements
- 23 mars : béatification de Pierre Bonhomme et de Marie Charité Brader.
- 17 avril : publication de l'encyclique Ecclesia de Eucharistia sur l'Eucharistie, dernière encyclique de Jean-Paul II.
- 3 et 4 mai : voyage apostolique du pape en Espagne.
  - 4 mai : canonisation de Pierre Poveda Castroverde, José Maria Rubio, Genoveva Torres Morales, Angela de la Cruz et Maravillas de Jesús.
- 18 mai : canonisation de Józef Sebastian Pelczar, Ursule Ledóchowska, Marie de Mattias et de Virginie Centurione Bracelli.
- 5 au 9 juin : voyage apostolique du pape en Croatie.
- 22 juin : voyage apostolique du pape en Bosnie-Herzégovine.
- 11 au 14 septembre : voyage apostolique du pape en Slovaquie.
- 5 octobre : canonisation de Daniel Comboni, évangélisateur du Soudan, d'Arnold Janssen et de Joseph Freinademetz.
- 19 octobre : béatification de Mère Teresa.
- 21 octobre : création de 30 cardinaux par Jean-Paul II.
- 9 novembre : béatification de Valentin Paquay et de Rosalie Rendu.

## Décès

### Janvier
- 18 janvier : Hervé Renaudin, prélat français, évêque de Pontoise (° 22 juillet 1941)

### Février
- 17 février : Jacques Le Cordier, prélat français, premier évêque de Saint-Denis (° 8 mars 1904)
- 28 février : Roger Ninféi, prêtre, éducateur et chef d'établissement scolaire français (° 30 juillet 1916)

### Mars
- 18 mars : Bruno Bernhard Heim, prélat suisse, diplomate du Saint-Siège et archevêque titulaire de Xanthus (de) (° 5 mars 1911)
- 24 mars : Hans Hermann Groër, cardinal autrichien, archevêque de Vienne (° 13 octobre 1919)

### Avril
- 1er avril : Antoine Moussali, prêtre lazariste et islamologue libanais (° 26 novembre 1921)
- 6 avril : Gerald Emmett Carter, cardinal canadien, archevêque de Toronto (° 1er mars 1912)
- 19 avril : Aurelio Sabattani, cardinal italien de la Curie (° 18 octobre 1912)
- 29 avril : Henri Crouzel, prêtre jésuite, théologien et auteur français (° 1er janvier 1919)

### Mai
- 9 mai : Louis Ferrand, prélat français, archevêque de Tours (° 1er janvier 1906)
- 13 mai : René Voillaume, prêtre et fondateur français (° 19 juillet 1905)
- 14 mai : Fernand Crouzel, prêtre assomptionniste, paléontologue, géologue et enseignant français (° 28 octobre 1913)
- 23 mai : Bruno Chenu, prêtre, enseignant, théologien, éditeur et journaliste français (° 18 juin 1942)
- 25 mai : Antonio Ferrua, prêtre jésuite, archéologue et épigraphiste italien (° 31 mars 1901)
- 31 mai : Francesco Colasuonno, cardinal italien, diplomate du Saint-Siège et archevêque titulaire de Truentum (de) (° 2 janvier 1925)

### Juillet
- 6 juillet : Antonio Ignacio Velasco García, cardinal vénézuélien, archevêque de Caracas (° 17 janvier 1929)

### Août
- 29 août : Corrado Ursi, cardinal italien, archevêque de Naples (° 16 juillet 1908)

### Septembre
- 6 septembre : Maurice Michael Otunga, premier prêtre, évêque et cardinal kényan, archevêque de Nairobi (° 31 janvier 1923)
- 14 septembre : Wilfrid Emmett Doyle, prélat canadien, évêque de Nelson (° 18 février 1913)

### Novembre
- 2 novembre : Joseph de La Martinière, prêtre, résistant déporté et historien français (° 14 décembre 1908)
- 8 novembre : Adolfo Rodriguez Vidal, prélat hispano-chilien, évêque de Los Ángeles, serviteur de Dieu (° 20 juillet 1920)
- 10 novembre : André Collini, prélat français, archevêque de Toulouse (° 18 novembre 1921)
- 19 novembre : Roland Leclerc, prêtre et animateur de télévision canadien (° 11 juin 1946)
- 29 novembre : William Edward Power, prélat canadien, évêque d'Antigonish (° 27 septembre 1915)

### Décembre
- 11 décembre : Paulos Tzadua, cardinal éthiopien, archevêque d'Addis-Abeba (° 25 août 1921)
- 27 décembre : Richard Duchamblo, prêtre, auteur et résistant français, Juste parmi les nations (° 17 février 1906)
- 29 décembre : Michael Courtney, prélat irlandais, diplomate du Saint-Siège et archevêque titulaire d'Eanach Dúin (de) , assassiné (° 5 février 1945)